# Szybka kolej Pekin-Szanghaj
Szybka kolej Pekin-Szanghaj, Szybka Kolej Jinghu (chin. upr.: 京沪高速铁路; chin. trad.:京滬高速鐵路) – linia kolejowa dużej prędkości o długości 1318 km, która łączy dwie główne strefy ekonomiczne w Chińskiej Republice Ludowej: Zatokę Pohaj i deltę Jangcy. Budowa rozpoczęła się 18 kwietnia 2008. Układanie szyn zakończono 15 listopada 2010, a 30 czerwca 2011 rozpoczęto eksploatację, uruchamiając 90 pociągów dziennie w każdym kierunku.

## Specyfikacja linii
Prędkość maksymalna została zaplanowana na 380 km/godz. Jednak w celu obniżenia kosztów prędkość eksploatacyjną w chwili otwarcia linii ustalono na 300 km/godz., a więc podróż najszybszym pociągiem z Pekinu do Szanghaju (dworzec Hongqiao) trwa 4 godziny 48 minut. Taborem wykorzystywanym na tej linii są pociągi CRH.
Linia została wybudowana przez Beijing-Shanghai High-Speed Railway Co., Ltd. Projekt kosztował 220,9 mld juanów (ok. 32 mld dolarów). Każdego dnia korzysta z tej linii ok. 200 tys. osób.
1060,6 km, czyli 80,5% długości tej linii, stanowią 244 wiadukty. Most pomiędzy Danyang i Kunshan ma 164 km i jest najdłuższą budowlą tego typu na świecie. Linia przebiega również przez 22 tunele o łącznej długości 16,1 km.